# 마컴역
마컴역(Markham Station) 은 캐나다 온타리오주 마컴의 메인 스트리트에 위치한 GO 트랜싯의 통근 열차인 스토우빌선 정차역이다. 이 역은 메인 스트리트 마컴과 벌록 드라이브 북쪽에 위치해있다.

## 위치
마컴역은 메트로링스가 소유하는 억스브릿지선 47 마일 (76 km) 지점에 위치해있으며, 북쪽으로는 마운트조이역, 서쪽으로는 센테니얼역이 위치해있다. 센테니얼역은 마컴역에서 서쪽으로 10분 거리에 있고, 마컴역 이후로 선로가 북쪽으로 이어져 마컴 북부에 새로 지어진 주택가를 지난다. 다음 역인 마운트조이역은 버오크 애비뉴와 마컴 로드에 위치해있다.

## 역사
마컴 타운십은 1793년에 측량이 이루어졌고 윌리엄 몰 버지의 리더십으로 예순네 가구가 정착하였다. 1817년 측량에 따르면 제분소와 제재소 22개가 들어서 경제 활동이 활발하게 이루어졌고 이후 더 많은 인구 유입으로 이어졌다. 루지강 유역에 제분소와 제재소를 소유하는 밀른 형제도 있지만, 가족이 캐나다 상원 의원이 된 리저 가족이 더 주요한 정착민이였다. 1851년에 다다라서 마컴은 인구 8-900여 명, 교회 네 개, 곡물 제분소 몇 개로 그 규모가 늘어났다.
마컴역이 지어진 시점은 1871년으로 토론토 & 니피싱 철도 (T&NR) 가 목재 및 장작 수송용으로 1066mm의 협궤 철도를 스카버러에서 억스브릿지까지 개통하면서 동시에 개통하였다. T&NR이 1868년 3월에 설립되었을 무렵, 마컴 타운십은 타운십을 따라 철도를 짓기 위해 공사 비용인 3만 달러를 제공하였다. 1868년 12월에 주민 투표로 T&NR을 세금으로 지원하고 마컴에 두 역을 설치하는 방안이 통과되었다.
협궤 철도가 1871년에 개통하고 나서 거래량이 점차 늘어났다. 마을 경제가 전례 없는 번영을 이루고 공사도 늘어나면서 이코모니스트는 마컴이 '현명한 철도 관리'로 토론토의 중요한 교외 지역으로 거듭날 것이라고 예상하였다. 마컴의 인구가 급속하게 늘어나지 않았음에도 불구하고 마을 경제가 발전한 데는 농민들이 장작, 가축, 채소를 다량 수출하면서 그에 따른 수익도 늘어났기 때문이다. 1873년에는 대패 공장이 기존에 존재했던 제재소에 세워졌고 1880년대에는 스파이트 마차와 수납장 회사가 들어섰다. 주조 공장, 모직 공장 및 도구 제조업자 모두 편리한 교통으로 사업이 번영하였다. 1871년과 1891년 사이에 업종과 사업체 수는 30종 61개체에서 49종 83개체로 늘어났다. 한편 1890년에 불황이 닥치면서 지역 경제에도 큰 영향을 미쳤다. 1902년에 들어서서 업종과 사업체 수는 33종 51개로 줄어들었다. 1884년에 T&NR을 인수한 그랜드 트렁크 철도 (GTR)는 1차 세계대전에 들어서 부도가 났고 마컴의 대부분 사업체는 화재, 번개, 법정관리, 건강 악화 등으로 문을 닫았고 대부분은 다시 문을 열지 못했다. 철도에 의존하였던 마컴은 제조업이 토론토와 다른 주요 도시에 집중되면서 점차 쇠퇴의 길을 걷게 되었다. 이 당시 마컴에서 계속 번영하던 업체는 역 근처에 있는 업체들로 1924년에 데이비드 리서가 제분 회사를 사들여 리서 제분사로 이름을 변경하여 1929년까지 계속 팽창하였다. 한편 1923년, 캐나다 내셔널 철도 (CN) 가 GTR을 인수하여 이 철도 노선은 억스브릿지선으로 명명하였다.
20세기에 들어서서 교통 체계가 도로 위주로 바뀌면서 이 연선을 따라 여객 및 화물 철도 운행이 줄어들었고 1965년에는 코보콘크행 열차가 운행을 중단하였다. 1977년에는 연방 공기업인 VIA 철도가 CN과 CP의 여객 운송 기능을 맡게 되었지만 이 또한 80년대 예산 감축으로 운행이 중단되었다. 1982년, GO 트랜싯이 VIA 철도를 대신해 억스브릿지선을 따라 스토우빌까지 통근 열차 운행을 개시하였다.
1990년대에 들어서서 마컴의 인구는 15만 명으로 급속히 증가했으며 이에 따라 1990년대 초반에 스토우빌선 버스도 운행을 시작하였다. 인구 수 증가에 따라 스토우빌선에도 수요가 늘어나면서 GO 트랜싯은 운행 횟수를 점차 늘려나갔다. 개통 당시 유니언 방면 평일 아침 1대, 스토우빌 방면 평일 오후 1대로 시작한 스토우빌선은 2018년 9월 현재 양방향 9대씩 열차가 정차한다.

## 시설
마컴역은 직원이 상주하는 유인역으로, GO 트랜싯 매표소는 평일 오전 5시 10분부터 오전 11시 45분까지 개장하며, 나머지 시간대에는 무인으로 운영한다. 매표소에서는 프레스토 카드를 연령층에 맞춰서 설정하거나 기본 출발 및 도착역을 설정하여 하차태그를 하지 않아도 자동으로 정산할 수 있도록 할 수 있다. 이 외에도 통근열차 티켓 구매나 카드 충전은 역에 있는 자동판매기에서 할 수 있다. 프레스토 카드가 없는 경우에는 신용카드나 체크카드를 단말기에 태그해 요금을 정산할 수도 있고, 스마트폰에서 GO 트랜싯 홈페이지에 들어가 이티켓 (e-ticket)을 구매할 수도 있다.
마컴에는 대합실, 화장실, 공중전화가 있으며, 승강장에는 눈과 비를 피할 수 있는 쉼터가 있으며 겨울에는 난방도 된다. 역 건물과 승강장, 열차 내부는 휠체어 승객도 이용할 수 있으며, 승강장 중앙에 있는 휠체어 경사로를 통해 휠체어 승객도 열차를 이용할 수 있다. 환승 주차장은 세 곳이 있는데, 중앙 주차장에는 84대의 주차 공간이, 동부 주차장에는 159대, 서부 주차장에는 167대의 주차 공간이 있고, 최대 48시간까지 무료 주차가 가능하다. 이 역으로 카풀해서 오는 승객들은 카풀 전용 주차 공간에 주차할 수 있다. 이 역으로 마중 나오는 차량 또한 역 앞에 있는 정차 공간에서 대기할 수 있다.
이 역에는 자전거를 주차할 수 있는 자전거 거치대가 있으며, GO 트랜싯 버스는 역 앞에 있는 버스 승강장에 정차하며, YRT 버스는 버오크 애비뉴에 있는 버스 정류장에, TTC 버스는 마컴 로드에 있는 버스 정류장에 정차한다.

## 운행 계통
2023년 6월 기준 마컴역에는 평일 아침 유니언 방면 통근열차가 6대 정차하며, 평일 오후에는 올드엠 방면 통근열차가 6대 정차한다. 나머지 시간대에는 유니언역 버스 터미널에서 억스브릿지까지 수시로 버스가 운행하며, 토론토에 있는 케네디, 에이진코트, 밀리켄역에는 정차하지 않는다. 억스브릿지 방면으로는 행선지에 따라 중간에 마운트조이, 스토우빌 또는 올드엠역에서 버스를 갈아타야할 수도 있다.

## 버스 연결편
마컴역에서는 407번 고속도로를 따라 요크 대학교와 마운트조이역을 잇는 54번 버스와 스토우빌선 열차가 운행하지 않는 시간대에 부수적으로 운행하는 70, 71번 버스가 정차한다. 시내버스로는 요크 지역 교통국의 41번 버스가 상시 정차한다. 이 역에는 또한 토론토 교통국의 102D 마컴 로드 버스가 메이저매켄지와 워든역간을 운행하며 갈아탈 때에는 YRT 요금이 부과되며 스틸즈 남쪽으로는 TTC 요금도 지불해야 한다. GO 트랜싯 통근열차 또는 광역버스에서 YRT 시내버스로 갈아탈 경우 무료 환승이 가능하다.

### GO 트랜싯
| 노선 | 노선                                    | 노선                             | 종점                           | 종점 | 종점                 | 경유지 | 기준일          | 비고 |
| ---- | --------------------------------------- | -------------------------------- | ------------------------------ | ---- | -------------------- | --- | --------------- | ---- |
| 54   | 마운트조이 / 407번 고속도로 버스 터미널 | Mount Joy / Hwy 407 Bus Terminal | 407번 고속도로 버스 터미널     | ↔    | 마운트조이역         | - 마컴 방면: 마운트조이역 - 본 방면: 센테니얼역 · 유니언빌역 · 리치먼드힐 센터 터미널 · 407번 고속도로 버스 터미널                                        | 2023년 6월 24일 |      |
| 71   | 스토우빌                                | Stouffville                      | 레일웨이 / 앨버트 (억스브릿지) | ↔    | 유니언역 버스 터미널 | - 토론토 방면: 센테니얼역 · 유니언빌역 · 유니언역 버스 터미널 - 억스브릿지 방면: 마운트조이역 · 스토우빌역 · 올드엠역 · 47번 / 프론트 · 레일웨이 / 앨버트 | 2023년 6월 24일 |      |
| 71C  | 스토우빌                                | Stouffville                      | 올드엠역                       | ↔    | 유니언역 버스 터미널 | - 토론토 방면: 센테니얼역 · 유니언빌역 · 유니언역 버스 터미널 - 스토우빌 방면: 마운트조이역 · 스토우빌역 · 올드엠역                                       | 2023년 6월 24일 |      |
| 71E  | 스토우빌                                | Stouffville                      | 마운트조이역                   | →    | 유니언역 버스 터미널 | 센테니얼역 · 유니언빌역 · 유니언역 버스 터미널 | 2023년 6월 24일 |      |

### 요크 지역 교통국 (YRT)
| 노선 | 노선      | 노선            | 종점             | 종점     | 종점         | 경유지 | 비고                                                |
| ---- | --------- | --------------- | ---------------- | -------- | ------------ | --- | --------------------------------------------------- |
| 301  | 마컴 급행 | Markham Express | 핀치 버스 터미널 | → PM← AM | 마운트조이역 | 동쪽 - 파크웨이 / 우튼 웨이 - 핀첨 / 노엘 - 마운트조이역 서쪽 - 레이머빌 / 매코원 - 매코원 / 7번 - 매코원 / 사우스 유니언빌 - 핀치 버스 터미널 | 핀치 방면 평일 아침, 마운트조이 방면 평일 오후 운행 |

### 토론토 교통국(TTC)
102D번은 요크 지역과 토론토 사이를 운행하는 버스 노선으로, 이 노선을 타고 스틸즈 애비뉴 남쪽에서 하차하는 경우에는 TTC 요금을 하차할 때 지불해야 한다. 프레스토 카드를 이용할 경우 승차할 때 YRT 요금이 차감되고, 하차할 때 TTC 요금이 차감된다.
|  |  |  |

|  |  |  |

| 48번 고속도로 |
| 마컴 로드     |

|  |  |  |

|  |  |  |

|  |  |  |

|  |  |  |

|  |  |  |

|  |  |  |

|  |  |  |

|  |  |  |

| 벌록     |
| 파크웨이 |

|  |  |  |

|  |  |  |

| 프린세스    |
| 제임스 스콧 |

|  |  |  |

|  |  |  |

|  |  |  |  |  |

|  |  |  |

|  |  |  |

|  |  |  |

|  |  |  |

|  |  |  |

|  |  |  |

|  |  |  |  |  |

|  |  |  |  |  |

|  |  |  |  |  |

|  |  |  |  |  |

|  |  |  |  |  |

|  |  |  |  |  |

|  |  |  |  |  |

|  |  |  |  |  |

|  |  |  |  |  |

|  |  |  |  |  |

|  |  |  |  |  |

|  |  |  |  |  |

|  |  |  |  |  |  |  |

|  |  |  |  |  |

|  |  |  |  |  |

|  |  |  |  |  |

|  |  |  |  |  |

|  |  |  |  |  |

|  |  |  |  |  |

|  |  |  |  |  |

|  |  |  |  |  |

|  |  |  |  |  |

|  |  |  |  |  |

|  |  |  |  |  |

|  |  |  |  |  |

| 캐시드럴블러프스 |
| 매코원           |

|  |  |  |  |  |

|  |  |  |  |  |

|  |  |  |  |  |

|  |  |  |  |  |

|  |  |  |

|  |  |  |

|  |  |  |

|  |  |  |

|  |  |  |

|  |  |  |

|  |  |  |

|  |  |  |  |  |

|  |  |  |  |  |

|  |  |  |

|  |  |  |

| 48번 고속도로 |
| 마컴 로드     |

|  |  |  |

|  |  |  |

|  |  |  |

|  |  |  |

|  |  |  |

|  |  |  |

|  |  |  |

|  |  |  |

| 벌록     |
| 파크웨이 |

|  |  |  |

|  |  |  |

| 프린세스    |
| 제임스 스콧 |

|  |  |  |

|  |  |  |

|  |  |  |  |  |

|  |  |  |

|  |  |  |

|  |  |  |

|  |  |  |

|  |  |  |

|  |  |  |

|  |  |  |  |  |

|  |  |  |  |  |

|  |  |  |  |  |

|  |  |  |  |  |

|  |  |  |  |  |

|  |  |  |  |  |

|  |  |  |  |  |

|  |  |  |  |  |

|  |  |  |  |  |

|  |  |  |  |  |

|  |  |  |  |  |

|  |  |  |  |  |

|  |  |  |  |  |  |  |

|  |  |  |  |  |

|  |  |  |  |  |

|  |  |  |  |  |

|  |  |  |  |  |

|  |  |  |  |  |

|  |  |  |  |  |

|  |  |  |  |  |

|  |  |  |  |  |

|  |  |  |  |  |

|  |  |  |  |  |

|  |  |  |  |  |

|  |  |  |  |  |

| 캐시드럴블러프스 |
| 매코원           |

|  |  |  |  |  |

|  |  |  |  |  |

|  |  |  |  |  |

|  |  |  |  |  |

|  |  |  |

|  |  |  |

|  |  |  |

|  |  |  |

|  |  |  |

|  |  |  |

|  |  |  |

|  |  |  |  |  |

|  |  |  |  |  |

|  |  |  |

|  |  |  |

| 48번 고속도로 |
| 마컴 로드     |

|  |  |  |

|  |  |  |

|  |  |  |

|  |  |  |

|  |  |  |

|  |  |  |

|  |  |  |

|  |  |  |

| 벌록     |
| 파크웨이 |

|  |  |  |

|  |  |  |

| 프린세스    |
| 제임스 스콧 |

|  |  |  |

|  |  |  |

|  |  |  |  |  |

|  |  |  |

|  |  |  |

|  |  |  |

|  |  |  |

|  |  |  |

|  |  |  |

|  |  |  |  |  |

|  |  |  |  |  |

|  |  |  |  |  |

|  |  |  |  |  |

|  |  |  |  |  |

|  |  |  |  |  |

|  |  |  |  |  |

|  |  |  |  |  |

|  |  |  |  |  |

|  |  |  |  |  |

|  |  |  |  |  |

|  |  |  |  |  |

|  |  |  |  |  |  |  |

|  |  |  |  |  |

|  |  |  |  |  |

|  |  |  |  |  |

|  |  |  |  |  |

|  |  |  |  |  |

|  |  |  |  |  |

|  |  |  |  |  |

|  |  |  |  |  |

|  |  |  |  |  |

|  |  |  |  |  |

|  |  |  |  |  |

|  |  |  |  |  |

| 캐시드럴블러프스 |
| 매코원           |

|  |  |  |  |  |

|  |  |  |  |  |

|  |  |  |  |  |

|  |  |  |  |  |

|  |  |  |

|  |  |  |

|  |  |  |

|  |  |  |

|  |  |  |

|  |  |  |

|  |  |  |

|  |  |  |  |  |

|  |  |  |  |  |

|  |  |  |

|  |  |  |

| 48번 고속도로 |
| 마컴 로드     |

|  |  |  |

|  |  |  |

|  |  |  |

|  |  |  |

|  |  |  |

|  |  |  |

|  |  |  |

|  |  |  |

| 벌록     |
| 파크웨이 |

|  |  |  |

|  |  |  |

| 프린세스    |
| 제임스 스콧 |

|  |  |  |

|  |  |  |

|  |  |  |  |  |

|  |  |  |

|  |  |  |

|  |  |  |

|  |  |  |

|  |  |  |

|  |  |  |

|  |  |  |  |  |

|  |  |  |  |  |

|  |  |  |  |  |

|  |  |  |  |  |

|  |  |  |  |  |

|  |  |  |  |  |

|  |  |  |  |  |

|  |  |  |  |  |

|  |  |  |  |  |

|  |  |  |  |  |

|  |  |  |  |  |

|  |  |  |  |  |

|  |  |  |  |  |  |  |

|  |  |  |  |  |

|  |  |  |  |  |

|  |  |  |  |  |

|  |  |  |  |  |

|  |  |  |  |  |

|  |  |  |  |  |

|  |  |  |  |  |

|  |  |  |  |  |

|  |  |  |  |  |

|  |  |  |  |  |

|  |  |  |  |  |

|  |  |  |  |  |

| 캐시드럴블러프스 |
| 매코원           |

|  |  |  |  |  |

|  |  |  |  |  |

|  |  |  |  |  |

|  |  |  |  |  |

|  |  |  |

|  |  |  |

|  |  |  |

|  |  |  |

|  |  |  |

|  |  |  |

|  |  |  |

|  |  |  |  |  |

|  |  |  |  |  |

## 같이 보기
- 요크 지역 교통
- 토론토 교통국

## 인접한 역
| 메트로링스 억스브릿지선 | 메트로링스 억스브릿지선 | 메트로링스 억스브릿지선 |
| ----------------------- | ----------------------- | ----------------------- |
| 센테니얼 유니언 방면    | GO 트랜싯 스토우빌선    | 마운트조이 올드엠 방면  |